# Tratando de cambiar el mundo
Tratando de cambiar el mundo es un álbum recopilatorio del grupo La Torre editado en 1987 sólo en México con motivo del movimiento denominado "Rock en tu idioma". El lado A contiene cinco temas del disco Sólo quiero rock and roll y el lado B cinco de Presas de caza.

## Lista de canciones
Todas las canciones compuestas por Patricia Sosa y Oscar Mediavilla, excepto donde se indica

| Tratando de cambiar el mundo |                                |                                               |          |  |
| N.º                          | Título                         | Escritor(es)                                  | Duración |  |
| 1.                           | «Quédate en mi corazón»        |                                               | 3:12     |  |
| 2.                           | «Confusa confusión»            |                                               | 2:40     |  |
| 3.                           | «Sólo quiero rock and roll»    |                                               | 3:56     |  |
| 4.                           | «Llórame un río»               | Arthur Hamilton Adaptación de Sosa/Mediavilla | 3:26     |  |
| 5.                           | «Fuera de mi casa»             |                                               | 5:14     |  |
| 6.                           | «Nada me detiene»              |                                               | 3:38     |  |
| 7.                           | «Muriendo de pie»              |                                               | 2:58     |  |
| 8.                           | «Sálvame, ábreme la puerta»    |                                               | 3:48     |  |
| 9.                           | «Estamos en acción»            | Sosa/Fernando Lupano/Beto Topini              | 4:02     |  |
| 10.                          | «Tratando de cambiar el mundo» | Osvaldo Marzullo/Mediavilla                   | 4:10     |  |

## Músicos
- Patricia Sosa - Voz
- Oscar Mediavilla: Guitarra y voz
- Fernando Lupano - Bajo
- José "Jota" Morelli - Batería
- Carlos Alberto García López - Guitarra
- Luis Alberto Múscolo: - Teclado